# Aleksandras Machtas
Aleksandras Machtas (Aleksandr-Zisel Macht, Sasha Maht) (18 d'octubre de 1892 – 14 de gener de 1972) fou un mestre d'escacs jueu de Lituània.

## Resultats destacats en competició
Machtas fou set cops Campió de Lituània, els anys 1923, 1924, 1926, 1927, 1928, 1931, i 1932. Els tres primers anys, fou considerat campió nacional en tant que guanyador del Campionat de Kaunas. Els anys 1927 i 1928, ho fou després de guanyar un matx contra S. Gordonas, Campió de Klaipeda (aquells anys el campió de Kaunas, que havia estat Markas Luckis, ja no era considerat automàticament campió nacional). El seu cicle victoriós al campionat nacional acabà el 1933, quan perdé el matx pel títol contra Vladas Mikėnas.
Fou 7è al primer Campionat Bàltic, celebrat a Klaipėda 1931, que fou guanyat per Isakas Vistaneckis.

### Participació en olimpíades d'escacs
Va representar Lituània dos cops a les Olimpíades d'escacs:
- El 1930, al primer tauler a la III Olimpíada a Hamburg (+4 –9 =4);
- El 1935, al segon tauler a la VI Olimpíada a Varsòvia (+2 –7 =5).[4]

El 1935, va emigrar amb la seva família (entre ells, el seu fill Yaacov Macht) a Palestina (llavors Mandat britànic de Palestina).